# Quercusia nana
Quercusia nana är en fjärilsart som beskrevs av Pionneau 1931. Quercusia nana ingår i släktet Quercusia och familjen juvelvingar. Inga underarter finns listade.